# Libice nad Cidlinou (stacja kolejowa)
Libice nad Cidlinou – stacja kolejowa w miejscowości Libice nad Cidlinou, w kraju środkowoczeskim, w Czechach. Znajduje się na wysokości 190 m n.p.m.
Jest zarządzana przez Správę železnic. Na stacji znajdują się kasy biletowe, na których istnieje możliwość zakupu biletów na wszystkie pociągi w tym międzynarodowe oraz rezerwacji miejsc.

## Linie kolejowe
- 231 Praha - Lysá nad Labem - Kolín